# Ermedin Demirović
Ermedin Demirović (Hamburgo, Alemania, 25 de marzo de 1998) es un futbolista bosnio-alemán que juega en la posición de delantero en el VfB Stuttgart de la 1. Bundesliga de Alemania.

## Trayectoria
Nació y creció en Hamburgo, la metrópoli del norte de Alemania. Durante su niñez, ingresó en la academia juvenil del Hamburgo S. V., y más tarde pasaría a la cantera del Red Bull Leipzig, donde jugaría durante tres temporadas.
En la temporada 2016-17 anotó catorce goles con el Red Bull Leipzig U-19 y dio cinco asistencias en veinticinco partidos. 
En verano de 2017 firmó por el Deportivo Alavés, donde Demirović alternó la temporada 2017-18 con ficha del equipo filial y realizó la pretemporada con el primer equipo, jugando en alguno partidos con el primer equipo y pasando en el mercado de invierno a engrosar la primera plantilla definitivamente, ya que se trata de un proyecto de futuro para los intereses de la entidad vasca.
En julio de 2018 fue cedido al F. C. Sochaux-Montbéliard por una temporada. En enero de 2019 se canceló la cesión y fue enviado, también a préstamo, a la U. D. Almería hasta final de temporada. El 2 de septiembre de 2019 volvió a ser cedido, en esta ocasión al F. C. St. Gallen.
El 27 de julio de 2020 se hizo oficial su fichaje por el S. C. Friburgo, incorporándose al equipo una vez finalizara la Superliga de Suiza. Después de dos años cambió de aires y se unió al F. C. Augsburgo. En este equipo también estuvo un par de temporadas, en la segunda de ellas marcó quince goles en la 1. Bundesliga, y en julio de 2024 fichó por el VfB Stuttgart.

## Selección nacional
Tras haber sido internacional en categorías inferiores, el 24 de marzo de 2021 debutó con la selección absoluta de Bosnia y Herzegovina en un encuentro de clasificación para el Mundial de 2022 ante Finlandia que terminó en empate a dos.

## Estadísticas

### Clubes
Actualizado al último partido disputado el 6 de noviembre de 2024.
| Club                              | Div.          | Temporada     | Liga  | Liga  | Copas nacionales | Copas nacionales | Copas internacionales | Copas internacionales | Total | Total |
| Club                              | Div.          | Temporada     | Part. | Goles | Part.            | Goles            | Part.                 | Goles                 | Part. | Goles |
| --------------------------------- | ------------- | ------------- | ----- | ----- | ---------------- | ---------------- | --------------------- | --------------------- | ----- | ----- |
| R. B. Leipzig II · Alemania       | 4.ª           | 2016-17       | 1     | 1     | ―                | ―                | ―                     | ―                     | 1     | 1     |
| R. B. Leipzig II · Alemania       | Total club    | Total club    | 1     | 1     | 0                | 0                | 0                     | 0                     | 1     | 1     |
| Deportivo Alavés "B" · España     | 3.ª           | 2017-18       | 6     | 6     | ―                | ―                | ―                     | ―                     | 6     | 6     |
| Deportivo Alavés "B" · España     | Total club    | Total club    | 6     | 6     | 0                | 0                | 0                     | 0                     | 6     | 6     |
| Deportivo Alavés · España         | 1.ª           | 2017-18       | 3     | 1     | 3                | 3                | ―                     | ―                     | 6     | 4     |
| Deportivo Alavés · España         | Total club    | Total club    | 3     | 1     | 3                | 3                | 0                     | 0                     | 6     | 4     |
| F. C. Sochaux-Montbéliard Francia | 2.ª           | 2018-19       | 16    | 4     | 1                | 0                | ―                     | ―                     | 17    | 4     |
| F. C. Sochaux-Montbéliard Francia | Total club    | Total club    | 16    | 4     | 1                | 0                | 0                     | 0                     | 17    | 4     |
| U. D. Almería · España            | 2.ª           | 2018-19       | 13    | 0     | 0                | 0                | ―                     | ―                     | 13    | 0     |
| U. D. Almería · España            | Total club    | Total club    | 13    | 0     | 0                | 0                | 0                     | 0                     | 13    | 0     |
| F. C. St. Gallen 1879 · Suiza     | 1.ª           | 2019-20       | 28    | 14    | 0                | 0                | ―                     | ―                     | 28    | 14    |
| F. C. St. Gallen 1879 · Suiza     | Total club    | Total club    | 28    | 14    | 0                | 0                | 0                     | 0                     | 28    | 14    |
| S. C. Friburgo · Alemania         | 1.ª           | 2020-21       | 29    | 5     | 2                | 0                | ―                     | ―                     | 31    | 5     |
| S. C. Friburgo · Alemania         | 1.ª           | 2021-22       | 31    | 2     | 6                | 1                | ―                     | ―                     | 37    | 3     |
| S. C. Friburgo · Alemania         | Total club    | Total club    | 60    | 7     | 8                | 1                | 0                     | 0                     | 68    | 8     |
| F. C. Augsburgo · Alemania        | 1.ª           | 2022-23       | 30    | 8     | 2                | 0                | ―                     | ―                     | 32    | 8     |
| F. C. Augsburgo · Alemania        | 1.ª           | 2023-24       | 33    | 15    | 1                | 0                | —                     | —                     | 34    | 15    |
| F. C. Augsburgo · Alemania        | Total club    | Total club    | 63    | 23    | 3                | 0                | 0                     | 0                     | 66    | 23    |
| VfB Stuttgart · Alemania          | 1.ª           | 2024-25       | 9     | 5     | 3                | 1                | 4                     | 0                     | 16    | 6     |
| VfB Stuttgart · Alemania          | Total club    | Total club    | 9     | 5     | 3                | 1                | 4                     | 0                     | 16    | 6     |
| Total carrera                     | Total carrera | Total carrera | 199   | 61    | 18               | 5                | 4                     | 0                     | 221   | 66    |

## Palmarés

### Campeonatos nacionales
| Título           | Club          | País     | Año  |
| ---------------- | ------------- | -------- | ---- |
| Copa de Alemania | VfB Stuttgart | Alemania | 2025 |